# Louis Courtois

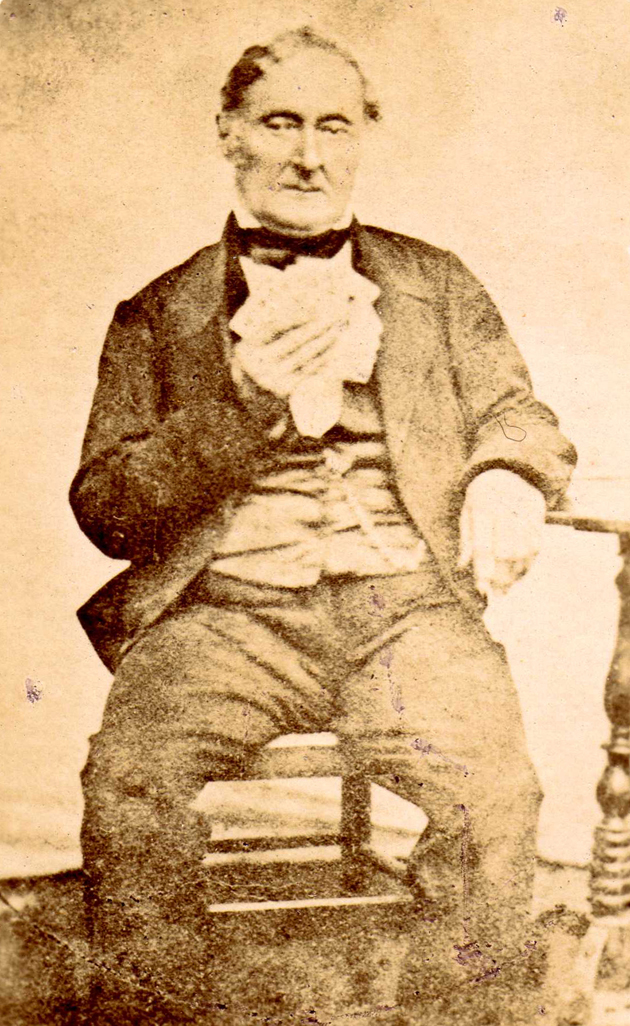
Louis Courtois

Louis Courtois (Waasmunster, 28 oktober 1785 – Parijs, 2 december 1859) was een Belgisch goochelaar. Zijn bijnaam was Papa Courtois.
Courtois' vader, Jacques-François Courtois, was eveneens goochelaar, evenals zijn zus Reine-Isabelle en enkele van zijn kinderen.